# 湯舟坂2号墳
湯舟坂2号墳（ゆぶねさか2ごうふん/ゆぶねざか2ごうふん）は、京都府京丹後市久美浜町須田にある古墳。形状は円墳。須田古墳群（うち湯舟坂古墳群）を構成する古墳の1つ。京都府指定史跡に指定され、出土品は国の重要文化財に指定されている。

## 概要
京都府北部、川上谷川支流の伯耆谷川の北岸、谷底平野の最奥部に築造された古墳である。川上谷川流域の縁辺丘陵上では多数の古墳の分布が知られ、そのなかでも伯耆谷は本古墳や須田平野古墳を代表に古墳約130基が特に集中して丹後地方最大規模の群集墳を形成する。現在までに墳丘および石室上部は大きく破壊されているほか、1981年（昭和56年）に発掘調査が実施されている。
墳形は円形で、直径約18メートルを測る。墳丘裾部には列石が巡らされ、墳丘周囲には幅0.8-3.6メートルの周溝が巡る。埋葬施設は両袖式の横穴式石室で、東南東方向に開口する。花崗岩の巨石を使用した石室全長10.6メートルを測る大型石室で、須田平野古墳とともに丹後地方では代表的な石室になる。調査時点で石室天井部は失われていたものの未盗掘の状態であり、石室内の調査では金銅装双龍環頭大刀・銀装圭頭大刀などの武器類のほか、装身具類・馬具や銅鋺・多量の須恵器・土師器など多数の副葬品が検出されている。特に金銅装双龍環頭大刀は良好な保存状態であるうえ、柄頭に龍2対（4頭）を配する特異な意匠であり、国内有数の優品として注目される。また銅鋺は仏具であり、仏教文化の導入を示唆する。
築造時期は、古墳時代後期の6世紀後半（または6世紀中葉-後半、TK43型式期）頃と推定され、7世紀前半-中葉（TK217型式期）頃までの追葬が認められる。大型石室および副葬品の豊富さ、金銅装環頭大刀・銅鋺の副葬の点で特筆される古墳であり、丹後地方における畿内ヤマト王権や仏教文化との関わりを考察するうえで重要視される古墳になる。
古墳域は1983年（昭和58年）に京都府指定史跡に指定され、出土品は同年に国の重要文化財に指定されている。現在では史跡整備のうえで公開されている。

## 遺跡歴
- 1981年（昭和56年）、圃場整備事業に伴う発掘調査（久美浜町教育委員会、1982・1983年に報告）。
- 1983年（昭和58年）4月15日、京都府指定史跡に指定。
- 1983年（昭和58年）6月6日、出土品が国の重要文化財に指定。

## 埋葬施設

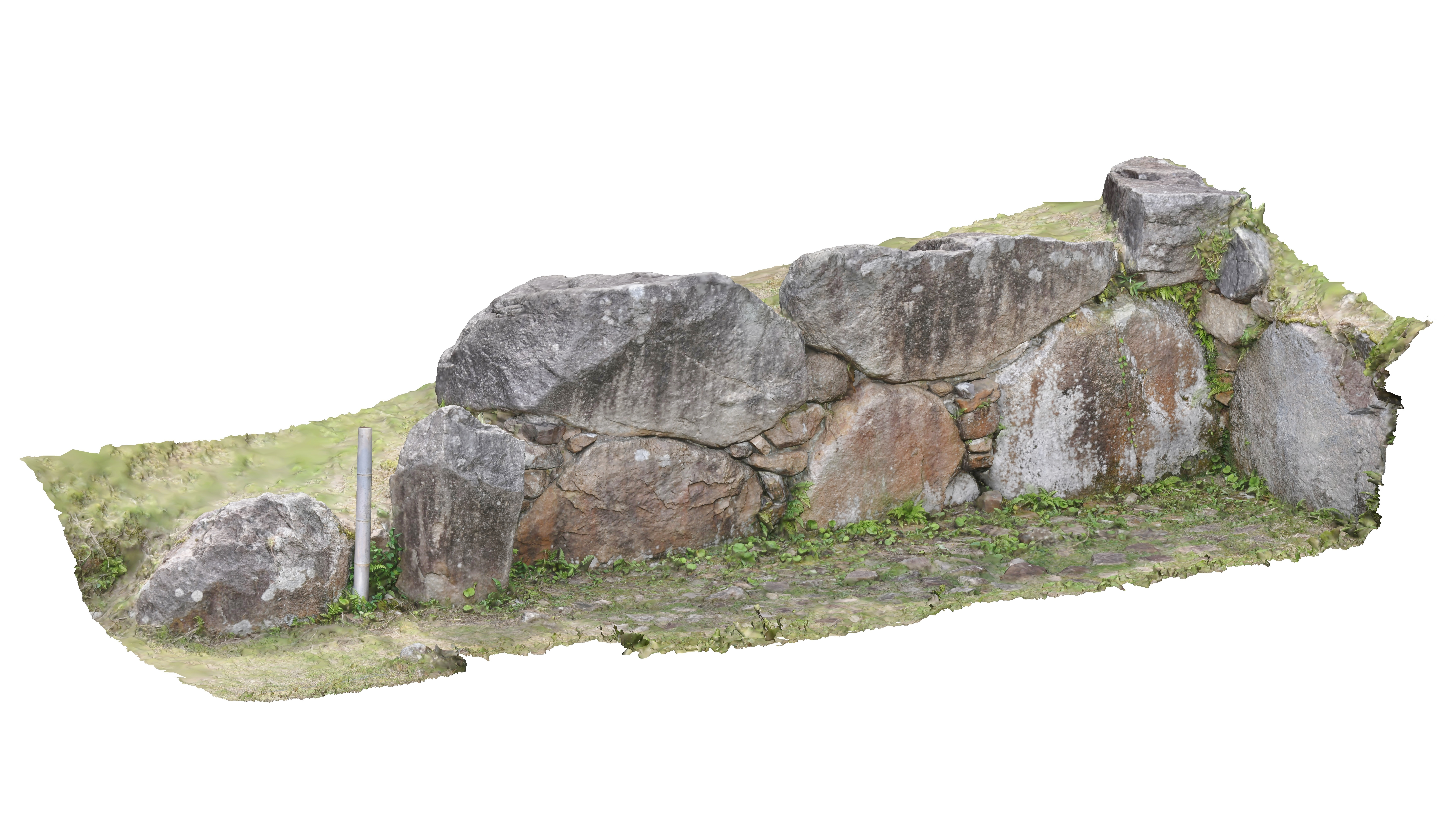
石室俯瞰図

石室展開図

埋葬施設としては両袖式横穴式石室が構築されており、東南東方向に開口する。石室の規模は次の通り。
- 石室全長：10.6メートル
- 玄室：長さ5.7メートル、幅1.96メートル（奥壁）・2.44メートル（袖部）、高さ2.22メートル以上
- 羨道：長さ4.88メートル、幅1.32メートル（玄門部）、高さ約1.6メートル（袖石）

調査時点で天井石と壁石上部は失われていたため、石室の全体像は明らかでない。石室の石材は花崗岩の巨石。玄室の壁面は2-3段積み。床面は黒褐色土で整地した上に、10-40センチメートルの河原石を敷き詰める。羨道の平面形はハ字形に広がる。
石室内は未盗掘の状態で調査されており、多数の副葬品が検出されている。副葬品は玄室奥壁部・側壁部・袖部および羨道部に集中して分布し、玄室中央部では希薄である。玄室奥壁部の左側では武器・馬具類、右側では須恵器群が検出されている。環頭大刀は奥壁に密着した状態で、馬具はほぼ1セットである。須恵器群は追葬に伴って二次的に移動され、うず高く積み上げられている。

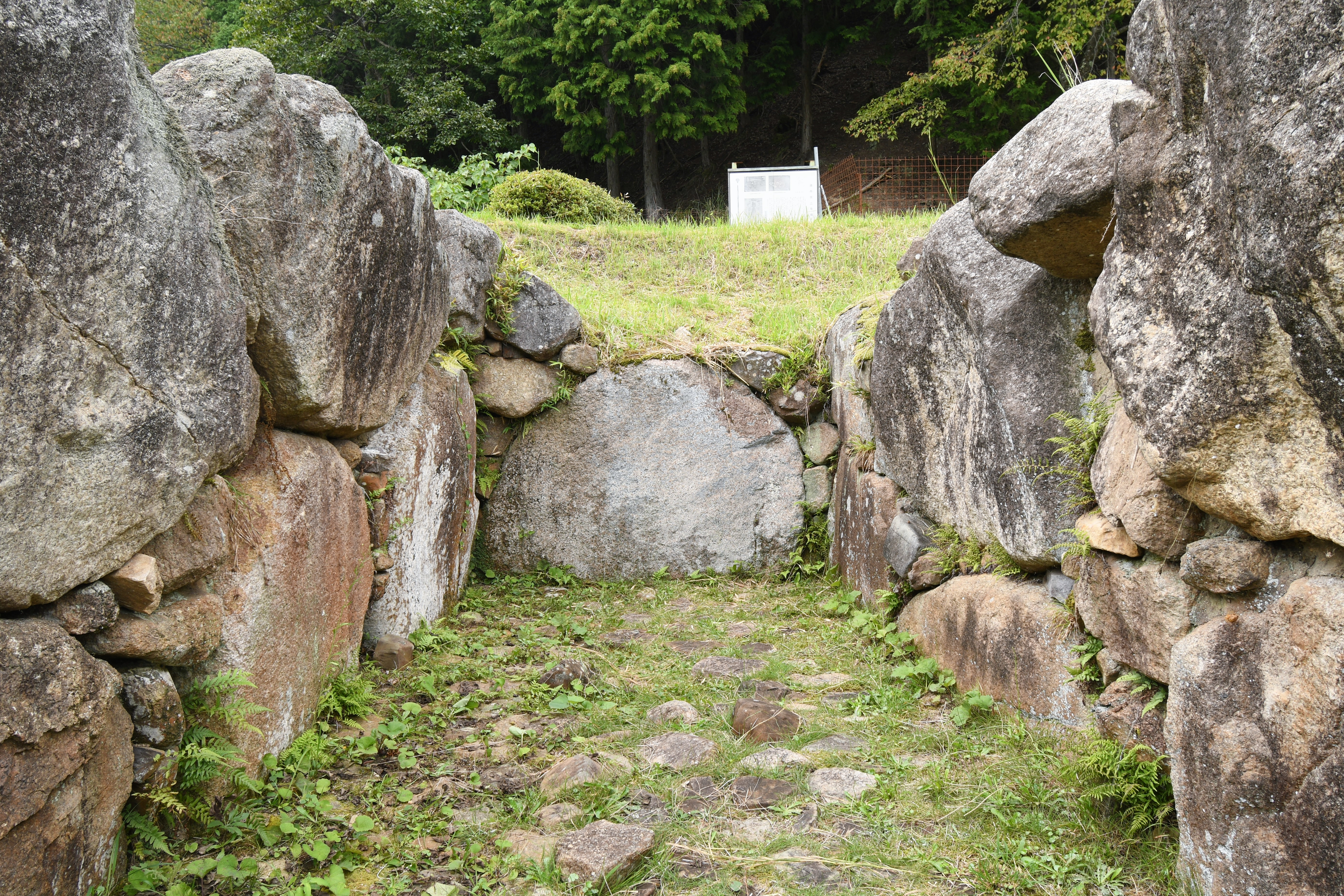
玄室（奥壁方向）
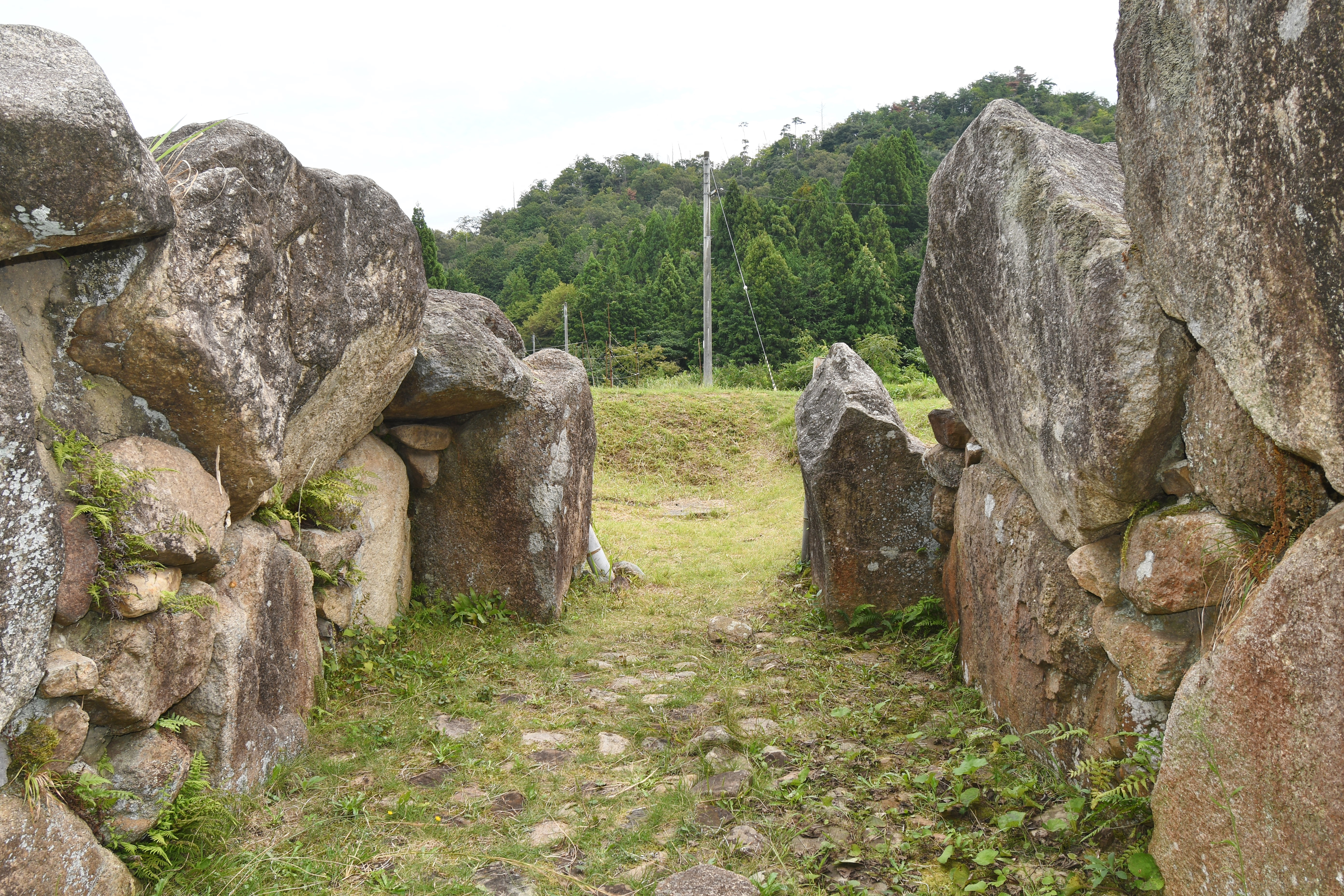
玄室（開口部方向）

## 出土品
石室内の調査で検出された副葬品は次の通り。
武器類
- 金銅装双龍環頭大刀 1 - 推定全長122センチメートル。柄頭に龍2対（計4頭）を配する特異な意匠。
- 銀装圭頭大刀 2
- 直刀 5
- 鉄製石突 1
- 刀子 2
- 靱金具 1
- 鉄鏃 114
- 金銅製三輪玉状金具 若干

馬具類
- 轡 4
- 鞍 9
- 棒状責金具 3
- 鐙 7
- 鉸具 8
- 革金具 13
- 飾金具 9

金属製品
- 鉄釘 48
- 不明金具 8
- 銅鋺 1

装飾具
- 管玉 1
- 漆塗土玉 8以上
- 金環 9

土器類
- 須恵器 210以上 - 坏身、坏蓋、埦、埦蓋、把手付埦、有蓋高坏、高坏蓋、無蓋高坏、𤭯、平瓶、横瓶、甕、脚付壺、脚付子持壺など。
- 土師器 10以上
- 黒色土器 1以上
- 染付 1以上

## 文化財

### 重要文化財（国指定）
- 丹後湯舟坂二号墳出土品（考古資料） - 明細は後出。京都府立丹後郷土資料館保管。1983年（昭和58年）6月6日指定[3]。

- 金銅装環頭大刀 1口
- 銀装圭頭大刀 1口
- 玉類
  - 碧玉管玉 1箇
  - 漆塗土玉 10箇
- 金環 6箇
- 銀環 3箇
- 刀身 5口
- 鉄石突 1箇
- 靱金具残欠 1箇
- 鉄鏃 残欠共 一括
- 馬具類残欠 一括
- 刀子 2口
- 銅鋺 1箇
- 須恵器 残欠共 210箇
- 土師器 4箇

### 京都府指定文化財
- 史跡
  - 湯舟坂2号墳 - 1983年（昭和58年）4月15日指定。

## 関連施設
- 京都府立丹後郷土資料館（ふるさとミュージアム丹後）（宮津市国分） - 湯舟坂2号墳の出土品を保管（常設展示なし）。

## 関連文献
（記事執筆に使用していない関連文献）
- 奥村清一郎「湯舟坂2号墳発掘調査速報」『京都考古』第26号、京都考古刊行会、1982年5月1日、1-4頁。
- 『湯舟坂2号墳 -発掘調査の記録-』久美浜町教育委員会〈京都府久美浜町文化財調査報告第6集〉、1982年。
- 『湯舟坂2号墳』久美浜町教育委員会〈京都府久美浜町文化財調査報告第7集〉、1983年。
- 『環頭大刀の発見 -丹後・湯舟坂2号墳-（特別展図録）』京都府立丹後郷土資料館、1983年。
- 「湯舟坂2号墳」『京都府埋蔵文化財情報 (PDF)』20号、京都府埋蔵文化財調査研究センター、1986年、47-49頁。 - リンクは京都府埋蔵文化財調査研究センター。